# Magyar férfi röplabda-válogatott
A magyar férfi röplabda-válogatott Magyarország nemzeti csapata, amelyet a Magyar Röplabda-szövetség irányít.
A válogatott 1950-ben az Európa-bajnokságon bronzérmes lett, majd 1963-ban a második helyen végzett  a kontinensviadalon. Az olimpiai játékokon a legjobb helyezése az 1964-ben elért hatodik helyezés. A világbajnokságon elért legjobb helyezés az 1952-ben elért ötödik hely.

## Eredmények

### Olimpiai játékok
- 1964 – 6. hely[1]
- 1968 – nem jutott ki
- 1972 – nem jutott ki
- 1976 – nem jutott ki
- 1980 – nem jutott ki
- 1984 – nem vett részt
- 1988 – nem jutott ki
- 1992 – nem jutott ki
- 1996 – nem jutott ki
- 2000 – nem jutott ki
- 2004 – nem jutott ki
- 2008 – nem jutott ki
- 2012 – nem jutott ki

### Világbajnokság
- 1952 – 7. hely
- 1952 – 5. hely
- 1956 – 8. hely
- 1960 – 6. hely
- 1962 – 7. hely
- 1966 – 10. hely
- 1970 – 11. hely
- 1974 – nem jutott ki
- 1978 – 14. hely
- 1982 – nem jutott ki
- 1986 – nem jutott ki
- 1990 – nem jutott ki
- 1994 – nem jutott ki
- 1998 – nem jutott ki
- 2002 – nem jutott ki
- 2006 – nem jutott ki
- 2010 – nem jutott ki
- 2014 – nem jutott ki

### Európa-bajnokság
- 1948 – nem jutott ki
- 1950 –  Bronz
- 1951 – nem jutott ki
- 1955 – 7. hely
- 1958 – 5. hely
- 1963 –  Ezüst
- 1967 – 6. hely
- 1971 – 5. hely
- 1975 – 11. hely
- 1977 – 4. hely
- 1979 – 8. hely
- 1981 – nem jutott ki
- 1983 – 11. hely
- 1985 – nem jutott ki
- 1987 – nem jutott ki
- 1989 – nem jutott ki
- 1991 – nem jutott ki
- 1993 – nem jutott ki
- 1995 – nem jutott ki
- 1997 – nem jutott ki
- 1999 – nem jutott ki
- 2001 – 9. hely
- 2003 – nem jutott ki
- 2005 – nem jutott ki
- 2007 – nem jutott ki
- 2009 – nem jutott ki
- 2011 – nem jutott ki
- 2013 – nem jutott ki

### Európa Liga
- 2013 – 12. hely

## Szövetségi kapitányok
- Cséfay Sándor (1946–1947)
- Spányik József (1947)
- Bizik László (1947)
- Abád József (1948)
- Machacsek László (1949)
- Spányik József (1949)
- Bieliczki István (1950)
- Abád József (1951)
- Prohászka László (1952–1953)
- Abád József (1954–1956)[2]
- Prohászka László (1957)[3]
- Abád József (1957–1962)[4]
- Porubszky László (1963–1966)[5]
- Prohászka László (1967–1969)[6]
- Hennig Ernő (1970–1973)[7]
- Tarnawa Ferdinánd (1974–1975)[8]
- Garamvölgyi Mátyás (1975–1983)
- Róka Gaszton (1984–1985)[9]
- Tatár Mihály (1985)[10]
- Botos Ferenc (1985–1987)[11]
- Sándor Péter (1987–1990)[12]
- Botos Ferenc (1990–1991)[13]
- Németh Lajos (1992–1995)[14]
- Garamvölgyi Mátyás (1996)[15]
- Nyári Sándor (1996–2001)[16]
- Demeter György (2001–2007)[17]
- Kántor Sándor (2008–2011)[18]
- Kelemen István (2012)[19]
- Demeter György (2013–2016)
- Juan Manuel Barrial (2017)[20]
- Bogdan Tanase (2018–2019)[21]
- Koch Róbert (2020–2022)[22][23]
- ifj. Nagy Péter (2022–)[24]